# Masters Tournament 2015 (golf)
De Masters van 2015 (Eng.: Masters Tournament) werd gespeeld van 9-12 april op de geroemde Augusta National Golf Club in Georgia. Titelverdediger is de Amerikaan Bubba Watson, die de Masters ook in 2012 won. Slechts drie spelers is het gelukt de Masters twee keer achter elkaar te winnen: Jack Nicklaus, Nick Faldo en Tiger Woods.

## De Masters
Evenals voorgaande jaren wordt ook in 2015 het toernooi gestart door Jack Nicklaus, Gary Player en Arnold Palmer.

### Ronde 1
De enige Nederlandse deelnemer is Joost Luiten, die voor de aanvang van de Masters op de 39ste plaats van de wereldranglijst stond. Hij speelde ronde 1 in 76 slagen en kwam daarmee op de 77ste plaats. Alle aandacht ging 's middags naar Jordan Spieth, die na veertien holes al op −8 stond en vervolgens zijn eerste bogey maakte. Na een birdie op de laatste hole stond hij weer op −8. Ernie Els, die voor de 21ste keer de Masters speelt, legde beslag op de tweede plaats samen met Jason Day, Charley Hoffman en Justin Rose. De beste amateur was Byron Meth, hij scoorde 74.

### Ronde 2
Spieth bleef aan de leiding en verbeterde het 36-holes record, dat sinds 1976 met −13 op naam van Raymond Floyd stond. Dustin Johnson schreef ook een record op zijn naam, hij was de eerste speler ooit die drie eagles in zijn ronde op Augusta maakte. In totaal werden er 17 eagles gemaakt, dat staat gelijk aan het record van 2009. Amateur Corey Conners maakte een ronde van 69 en was de eerste amateur die onder par speelde sinds Hideki Matsuyama in 2011. Hij was na ronde 2 de beste amateur maar miste de cut. Deze was +2, 55 spelers kwalificeerden zich voor het weekend.

Ben Crenshaw speelde de Masters voor de 44ste en laatste keer.

### Ronde 3
Spieth zette een nieuw record op zijn naam: de laagste score ooit over 54 holes. Drie spelers scoorden 67: Phil Mickelson, Ian Poulter en Justin Rose. Rose, die in 2013 het US Open won, eindigde met vijf birdies in de laatste zes holes en steeg daarmee naar de 2de plaats.

### Ronde 4
Het record van de Masters staat met −18 sinds 1997 op naam van Tiger Woods. Ook zijn er slechts vier spelers die de Masters wonnen nadat ze vier rondes aan de leiding stonden: Craig Wood (1941), Arnold Palmer (1960), Jack Nicklaus (1972) en Raymond Floyd (1976). Aan beide records voegde Spieth zijn naam toe.
scores
| Naam             | OWGR | Score R1 | Score R1 | Nr  | Score R2 | Score R2 | Totaal | Nr  | Score R3 | Score R3 | Totaal | Nr  | Score R4 | Score R4 | Totaal | Nr  |
| ---------------- | ---- | -------- | -------- | --- | -------- | -------- | ------ | --- | -------- | -------- | ------ | --- | -------- | -------- | ------ | --- |
| Jordan Spieth    | 4    | 64       | −8       | 1   | 66       | −6       | −14    | 1   | 70       | −2       | −16    | 1   | 70       | −2       | −18    | 1   |
| Justin Rose      | 11   | 67       | −5       | T2  | 70       | −2       | −7     | T3  | 67       | −5       | −12    | 2   | 70       | −2       | −14    | T2  |
| Phil Mickelson   | 22   | 70       | −2       | T14 | 68       | −4       | −6     | 6   | 67       | −5       | −11    | 3   | 69       | −3       | −14    | T2  |
| Rory McIlroy     | 1    | 71       | −1       | T18 | 71       | −1       | −2     | T19 | 68       | −4       | −6     | T5  | 66       | −6       | −12    | 4   |
| Hideki Matsuyama | 15   | 71       | −1       | T18 | 70       | −2       | −3     | T12 | 70       | −2       | −5     | T10 | 66       | −6       | −11    | 5   |
| Paul Casey       | 44   | 69       | −3       | T10 | 68       | −4       | −7     | T3  | 74       | +2       | −5     | T10 | 68       | −4       | −9     | T6  |
| Dustin Johnson   | 7    | 70       | −2       | T14 | 67       | −5       | −7     | T3  | 73       | +1       | −6     | T5  | 69       | −3       | −9     | T6  |
| Charley Hoffman  | 63   | 67       | −5       | T2  | 68       | −4       | −9     | 2   | 71       | −1       | −10    | 4   | 74       | +2       | −8     | T9  |
| Henrik Stenson   | 2    | 73       | +1       | T41 | 73       | +1       | +2     | T50 | 70       | −2       | par    | T30 | 68       | −4       | −4     | T19 |
| Ernie Els        | 84   | 67       | −5       | T2  | 72       | par      | −5     | 7   | 75       | +3       | −2     | T21 | 72       | par      | −2     | T22 |
| Jason Day        | 5    | 67       | −5       | T2  | 74       | +2       | −3     | T12 | 71       | −1       | −4     | T12 | 75       | +3       | −1     | T28 |
| Bubba Watson     | 3    | 71       | −1       | T18 | 71       | −1       | −2     | T19 | 73       | +1       | −1     | T25 | 74       | +2       | +1     | T38 |
| Joost Luiten     | 39   | 76       | +4       | T77 | 72       | par      | +4     | MC  |          |          |        |     |          |          |        |     |

| Leider |  | Toernooirecord |  | OWGR |  | MC = missed cut = cut gemist |

## Spelers
De laatste vijf winnaars kwalificeren zich automatisch, de overige voormalige winnaars worden uitgenodigd. Er zijn dit keer 97 deelnemers. De helft van de spelers (49) komt uit Noord Amerika, ruim een kwart uit Europa en de rest uit Zuid-Amerika (3), Oceanië (5), Azië (7) en Zuid-Afrika (5). 

Tim Clark kwalificeerde zich door in 2014 het Canadees Open te winnen, maar moest zich terugtrekken wegens een blessure aan zijn elleboog. Hij is niet vervangen. Marc Leishman heeft zich ook teruggetrokken omdat zijn vrouw in een coma ligt. 
| Voormalige winnaars - Ángel Cabrera (2009) - Fred Couples (1992) - Ben Crenshaw (1984) - Trevor Immelman (2008) - Zach Johnson (2007) - Bernhard Langer (1985, 1993) - Sandy Lyle (1988) - Phil Mickelson (2004, 2006) - Larry Mize (1987) - José María Olazabal (1994, 1999) - Mark O'Meara (1998) - Charl Schwartzel (2011) - Adam Scott (2013) - Vijay Singh (2000) - Craig Stadler (1982) - Bubba Watson (2012, 2014) - Tom Watson (1977, 1981) - Mike Weir (2003) - Tiger Woods (1997, 2001, 2001, 2005) - Ian Woosnam (1991) Laatste 5 winnaars - Bubba Watson (2014) - Justin Rose (2013) - Webb Simpson (2012) - Rory McIlroy (2011) - Graeme McDowell (2010) | Andere spelers - Sang Moon Bae - Thomas Bjørn - Jonas Blixt - Keegan Bradley - Paul Casey - Darren Clarke - Erik Compton - Fred Couples - Ben Crane - Jason Day - Luke Donald - Jamie Donaldson - Victor Dubuisson - Jason Dufner - Ernie Els - Matt Every - Rickie Fowler - Jim Furyk - Stephen Gallacher - Sergio Garcia - Branden Grace - Bill Haas - James Hahn - Brian Harman - Padraig Harrington - Russell Henley - Charley Hoffman | - Morgan Hoffmann - J.B. Holmes - Billy Horschel - Mikko Ilonen - Thongchai Jaidee - Miguel Angel Jimenez - Dustin Johnson - Zach Johnson - Martin Kaymer - Chris Kirk - Brooks Koepka - Matt Kuchar - Anirban Lahiri - Shane Lowry - Joost Luiten - Sandy Lyle - Hunter Mahan - Ben Martin - Hideki Matsuyama - Ryan Moore - Larry Mize - Kevin Na - Seung-Yul Noh - Geoff Ogilvy - Louis Oosthuizen - Ryan Palmer - Patrick Reed | - John Senden - Webb Simpson - Brandt Snedeker - Jordan Spieth - Kevin Stadler - Henrik Stenson - Robert Streb - Kevin Streelman - Steve Stricker - Brendon Todd - Cameron Tringale - Camilo Villegas - Jimmy Walker - Mike Weir - Lee Westwood - Bernd Wiesberger - Danny Willett - Gary Woodland Amateurs - Corey Conners, finalist US Amateur (WAGR 21) - Matias Dominguez, Latin America Amateur (WAGR 147) - Scott Harvey, Mid-Amateur (WAGR 47) - Byron Meth (WAGR 58) - Antonio Murdaca, Asia-Pacific Amateur (WAGR 78) - Bradley Neil, Brits Amateur (WAGR 20) - Gunn Yang, US Amateur (WAGR 88) |

1934 ·
1935 ·
1936 ·
1937 ·
1938 ·
1939 ·
1940 ·
1941 ·
1942 ·
1943 ·
1944 ·
1945 ·
1946 ·
1947 ·
1948 ·
1949 ·
1950 ·
1951 ·
1952 ·
1953 ·
1954 ·
1955 ·
1956 ·
1957 ·
1958 ·
1959 ·
1960 ·
1961 ·
1962 ·
1963 ·
1964 ·
1965 ·
1966 ·
1967 ·
1968 ·
1969 ·
1970 ·
1971 ·
1972 ·
1973 ·
1974 ·
1975 ·
1976 ·
1977 ·
1978 ·
1979 ·
1980 ·
1981 ·
1982 ·
1983 ·
1984 ·
1985 ·
1986 ·
1987 ·
1988 ·
1989 ·
1990 ·
1991 ·
1992 ·
1993 ·
1994 ·
1995 ·
1996 ·
1997 ·
1998 ·
1999 ·
2000 ·
2001 ·
2002 ·
2003 ·
2004 ·
2005 ·
2006 ·
2007 ·
2008 ·
2009 ·
2010 ·
2011 ·
2012 ·
2013 ·
2014 ·
2015 ·
2016 ·
2017 ·
2018 ·
2019 ·
2020